# Parque Arruda Câmara
O Parque Zoobotânico Arruda Câmara é um jardim zoobotânico localizado em João Pessoa, Paraíba. Com área de 26,8 hectares, a reserva é tombada pelo IPHAEP (Instituto do Patrimônio Histórico e Artístico do Estado da Paraíba) desde 26 de agosto de 1980. Coberto por resquício de Mata Atlântica, o parque apresenta quinhentos animais de oitenta espécies, entre os quais elefantes, leões, araras e jacarés, assim como uma infinidade de plantas da flora brasileira.
Popularmente chamado Bica, em virtude de uma fonte natural de água potável em seu centro, o Parque Arruda Câmara é um oásis no meio da cidade, pois se constitui em um verdadeiro santuário ecológico encravado no centro da capital paraibana. Todo ano a área recebe cerca de 110 mil pessoas, entre turistas e cidadãos locais.

## História

### Criação
Em 24 de dezembro de 1822, a Provedoria da Fazenda autorizava a edificação de uma fonte no pequeno bosque de onde fluía o córrego. Já em 1831, foram expandidos os limites do sítio, concretizando-se sua construção definitivamente em 1889. Nessa época, o parque apresentava área de 43 hectares, a qual foi desapropriada pelo prefeito Walfredo Guedes Pereira, entre 1920–1924.
A área foi então batizada com o nome do renomado botânico paraibano da cidade de Pombal, Manuel Arruda Câmara.

### Lenda indígena
A lenda indígena sobre o parque trata do amor entre dois jovens de duas tribos rivais: a índia Aipó, filha de um cacique potiguara e o valente guerreiro Tambiá, da tribo cariri. A inimizade entre os dois povos impedia o casamento. Feito prisioneiro, Tambiá recebeu como «esposa da morte» a filha do inimigo. Executado na floresta, ele teve a última mensagem de sua amada: durante cinquenta luas, Aipé chorou sobre a tumba do amado.
Sobre tal lenda, no livro O que o vento não levou lê-se a seguinte narrativa:
O primeiro manancial d'água [de João Pessoa] foi a fonte da Igreja de São Francisco; depois a famosa 'Bica', no parque Arruda Câmara, bairro de Tambiá, que significa 'olho d'água'. Diz a lenda que uma índia tabajara por nome Iapré, chorando a morte do amado que ali havia sido enterrado fez nascer uma fonte d'água de excelente qualidade, na qual ela enxugava suas lágrimas oriundas da saudade com seus imensos cabelos.
Do seu pranto originou-se a fonte do sítio, a partir daí intitulada «Fonte Tambiá».